# Manuchehr Taslimi

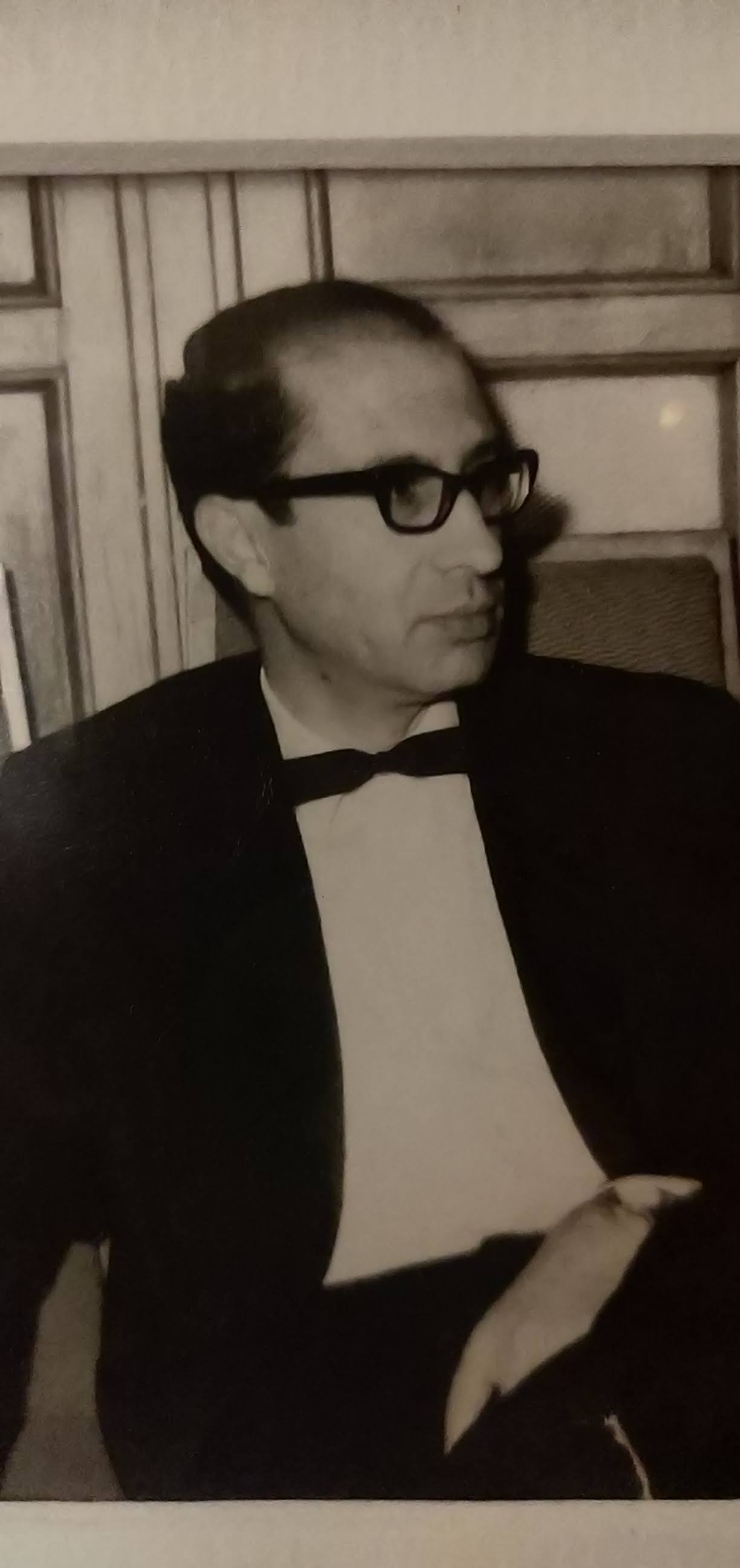
Manuchehr Taslimi

Manuchehr Taslimi (* 23. Juli 1923 in Qazvin; persisch منوچهر تسلیمی; † 1998 in Kanada) war ein iranischer Beamter.
Taslimi war mit Abdul Hussein Taslimi verwandt. Er schloss 1946 sein Studium der Ingenieurwissenschaften an der Universität Teheran ab. 1952 schloss er ein Masterstudium in Geschichte und Philosophie der Wissenschaft an der Universität London ab, wo er 1954 im selben Fach promovierte. Er begann seine Beamtenkarriere als Assistenzdirektor für Bildung im Rahmen des Point-IV-Programm in Rascht und arbeitete danach als Dozent und in der akademischen Verwaltung. Er war Staatssekretär für Berufsbildung beim Bildungsministerium, Berater des Wirtschaftsministeriums, Staatssekretär beim Informationsministerium, ehe er von 1968 bis 1972 Kanzler der Universität Täbris war. 1972 wurde er Direktor der Industrial Development & Renovation Organization of Iran (IDRO).